# Teatro da Trindade

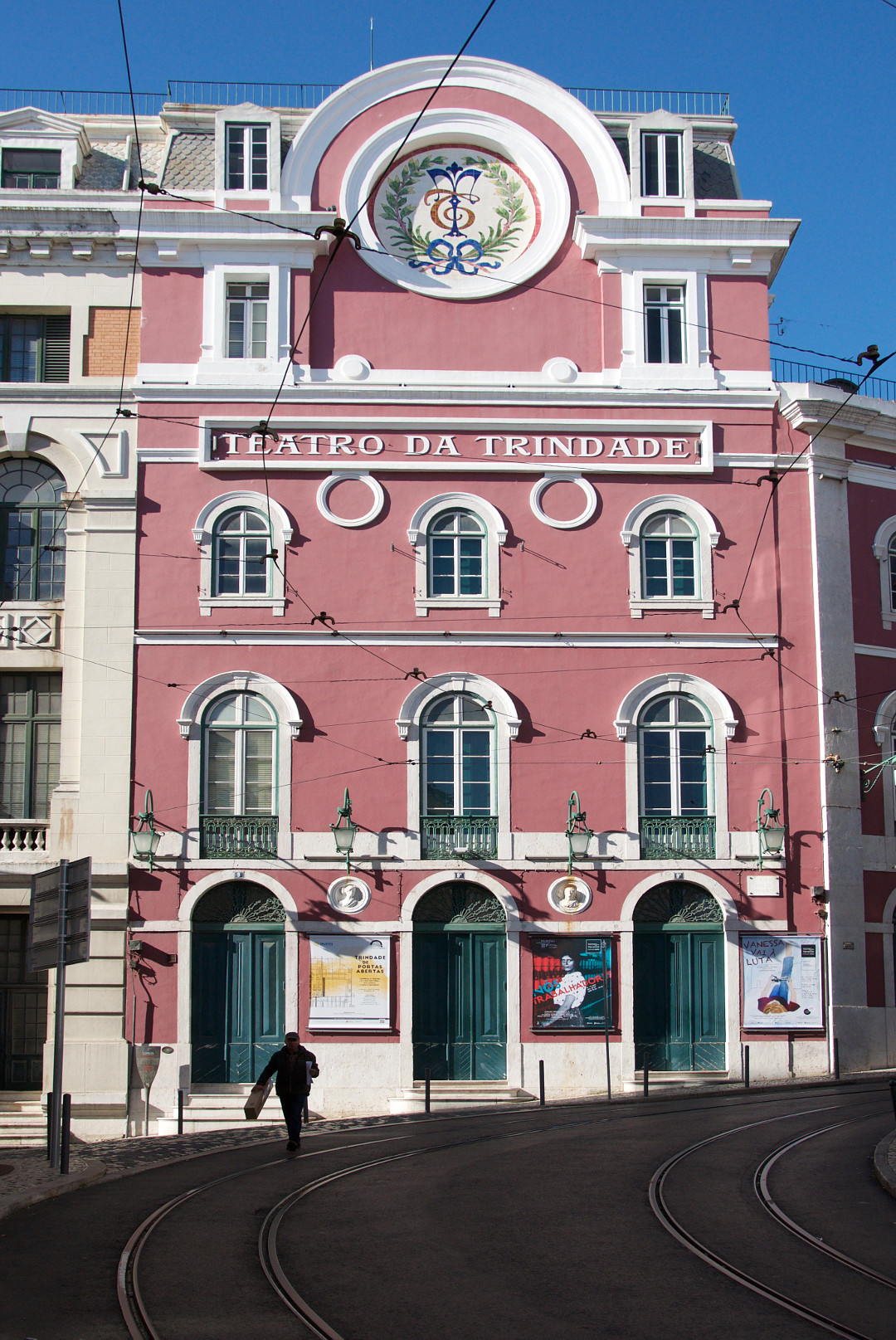
Das Teatro da Trindade

Das Teatro da Trindade ist ein Theatergebäude im Zentrum der portugiesischen Hauptstadt Lissabon. Es wurde 1867 auf Betreiben des Schriftstellers und Dramaturgen Francisco Palha nach Entwürfen von Miguel Evaristo de Lima Pinto auf dem Gelände des ehemaligen Palácio dos Condes de Alva errichtet und am 30. November 1867 eröffnet. Es funktionierte in den folgenden Epochen wechselnd als Theater, als Kino und als Oper, u. a.
Es gehört heute zur Inatel.